# Colors from a Giant’s Kit
Colors from a Giant’s Kit ist ein posthumes Jazzalbum des Pianisten Roland Hanna. Die in den 1990er-Jahren entstandenen Aufnahmen erschienen 2011 auf IPO Recordings.

## Hintergrund
Dieses posthume Album versammelt Teile seiner Solo-Sessions aus seiner späten Karriere; darauf interpretiert Hanna neben seinen Originalkompositionen auch Standards und Jazz-Werke anderer, wie Duke Ellingtons „In a Mellow Tone“, „Lush Life“ von Billy Strayhorn, „Naima“ und „Moment’s Notice“ von John Coltrane. Diese Aufnahme aus den 1990er Jahren wurde von William Sorin, einem Fan des Pianisten Sir Roland Hanna, produziert.

## Titelliste

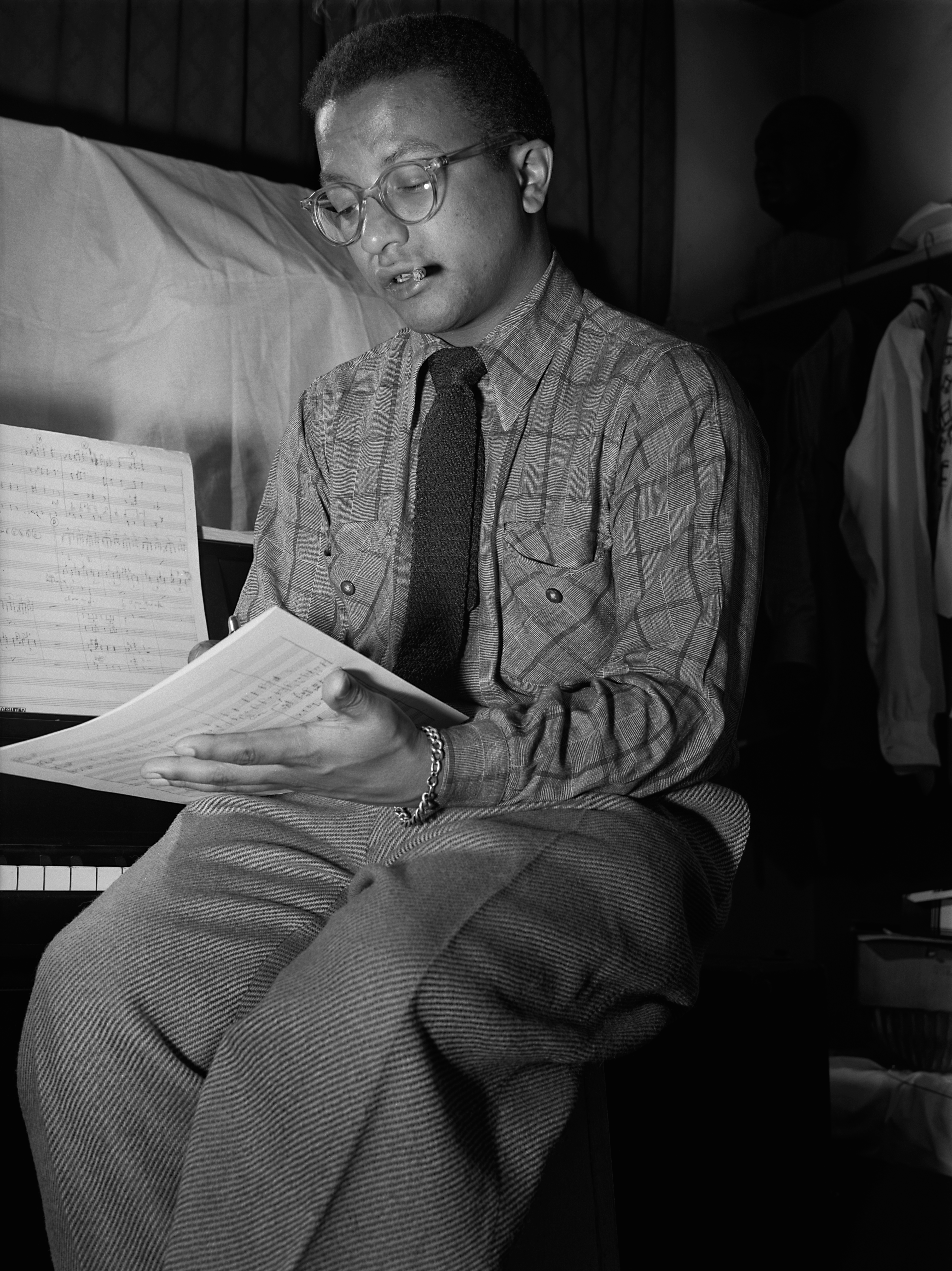
Billy Strayhorn, New York, zwischen 1946 und 1948. Foto: William P. Gottlieb

- Roland Hanna: Colors from a Giant’s Kit (IPO Recordings IPOC1020)[1]

1. Colors from a Giant's Kit (Hanna)
2. Natalie Rosanne (Hanna)
3. A Story, Often Told But Seldom Heard (Hanna)
4. Robbin’s Nest (Bob Russell, Illinois Jacquet, Charles Thompson)
5. My Romance (Ned Washington, Victor Young)
6. Blues (Traditional)
7. 'Cello (Hanna)
8. Moment's Notice (John Coltrane)
9. Lush Life (Billy Strayhorn)
10. 20th Century Rag (Hanna)
11. Naima (John Coltrane)
12. Chelsea Bridge (Strayhorn)
13. In a Mellow Tone (Ellington)
14. Cherokee (Ray Noble)

## Rezeption
Ken Dryden vergab an das Album in Allmusic vier Sterne und schrieb: „Man kann nur hoffen, dass IPO noch weitere, unveröffentlichte Aufnahmen von Sir Roland Hanna in seinem Bestand hat, um diesen meisterhaften Gruß an einen der Größen des Jazzklaviers fortzusetzen.“
Raul D'Gama Rose schrieb in All About Jazz, Hannas technische Meisterschaft seien selten zu übertreffen, seine Musikalität sei großartig und sein Timing-Gefühl sei so perfekt wie sein unbezwingbarer Swing. Hanna spielte immer mit einem gewissen Gefühl der Freude, das aus einer tiefen Verbindung mit dem Blues resultierte, und wie sein einmaliger Arbeitgeber Coleman Hawkins wäre seine Musik voller Gefühle und Emotionen, aber er hätte immer das Kommando darüber, wohin er musikalisch gehen wollte. Dies hätte er mit so wenig Aufhebens getan, dass seine Virtuosität oft vergessen werde. So könnte dieses Album eine ständige Erinnerung an Hannas fast vergessene Beiträge zur Literatur des Klaviers sein.
Kathy Parsons meinte, diese Musik als umwerfend zu bezeichnen, sei eine große Untertreibung, sowohl wegen der Freude am Spielen, die die Musik durchdringe, als auch wegen der unglaublichen technischen Fähigkeiten, die Sir Hanna besessen hätte. Er komponierte Musik in vielen Genres und kombinierte häufig Jazz und klassische Elemente zu einem Stil, der als klassischer Jazz bezeichnet werde. „Die Musik auf diesem Album deckt ein breites Spektrum an Musik ab, das Hannas Vielseitigkeit sowie seine brillante, einzigartige musikalische Vision deutlich zeigt.“
Colours from a Giant’s Kit sei eine erstaunliche Tour de Force von einem der wahren Meister des Jazzpianos, resümiert die Autorin. Wenn man Sir Roland Hannas Musik kennenlerne wolle, wäre dies eine großartige Stelle, um anzufangen.
David Whiteis schrieb in JazzTimes, „Hanna bringt das volle Arsenal seiner technischen und einfallsreichen Begabungen zur Geltung, doch sein Spiel ist von einer emotionalen Unmittelbarkeit durchdrungen, die den Kern des Blues-Ausdrucks berührt. Ein so effektives Gleichgewicht zwischen Kraft und Seele war bemerkenswert selten und macht Hannas Abwesenheit – er starb 2002 – umso bedauernswerter.“